# 煤層氣
煤層氣（英語：coalbed methane）是指被吸附在煤層中的甲烷。因其不含硫化氫而被稱為“甜氣” 
。這種氣體在地下煤礦開採中時，會溢出造成安全風險。近幾十年來，從煤層中提取的天然氣已成為美國、加拿大、澳大利亞和其他國家的重要能源。
煤層氣與典型的砂岩或其他常規氣藏不同，因為煤層氣甲烷是吸附在煤層孔隙和裂縫中 。煤層氣幾乎不含丙烷或丁烷等重碳氫化合物，而且不含天然氣凝析油。煤層氣是由乾酪根和其他有機質的熱裂解成熟而形成的 。煤層氣中所含的氣體主要是甲烷和微量的乙烷、氮氣、二氧化碳和少量其他氣體。
煤層氣儲層被認為是雙孔隙儲層。其中天然裂縫是負責流動而基質的孔隙度是負責儲氣
。